# Cerkiew św. Sergiusza z Radoneża w Podbrodziu
Cerkiew św. Sergiusza z Radoneża – prawosławna cerkiew parafialna w Podbrodziu. Należy do dekanatu wileńskiego okręgowego eparchii wileńskiej i litewskiej Rosyjskiego Kościoła Prawosławnego.

## Położenie
Świątynia znajduje się przy ulicy Bažnyčios (Kościelnej) 20.

## Historia
Cerkiew (początkowo pod wezwaniem św. Pantelejmona) została wzniesiona w 1910 z inicjatywy Zarządu Kolei Warszawsko-Petersburskiej; budowę wsparł również car Mikołaj II kwotą 5000 rubli. Na początku I wojny światowej cerkiew zamknięto, a jej wyposażenie zostało wywiezione w głąb Rosji. W 1915, po zajęciu Podbrodzia przez wojska niemieckie, w budynku cerkwi urządzono kaplicę luterańską.
W okresie międzywojennym, po przyłączeniu Wileńszczyzny do Polski cerkiew została przejęta przez rzymskich katolików i wyświęcona w 1927 jako kościół św. Jozafata Kuncewicza. Po II wojnie światowej, władze Litewskiej SRR odmówiły (1946) przekazania obiektu społeczności prawosławnej. W 1991 obok świątyni ustawiono dębowy krzyż, upamiętniający ofiary stalinizmu.
W 2007, w związku ze zbudowaniem w Podbrodziu nowego kościoła rzymskokatolickiego (pod wezwaniem Matki Boskiej Królowej Rodzin), dawna cerkiew została zwrócona prawosławnym. Świątynia otrzymała wezwanie św. Sergiusza z Radoneża; 6 stycznia 2008 odprawiono w niej pierwsze od ponad 90 lat nabożeństwo prawosławne. Oficjalne przekazanie obiektu nastąpiło 30 grudnia 2009 w prawosławnej kurii arcybiskupiej w Wilnie; w czasie uroczystej ceremonii kardynał wileński Audrys Bačkis wręczył metropolicie wileńskiemu i litewskiemu Chryzostomowi akt wieczystego użytkowania cerkwi w Podbrodziu.

## Architektura
Budowla murowana, z żółtej cegły, wzniesiona na planie krzyża, w stylu neobizantyjskim.